# Fredrik Olsson (handbollsspelare)
Fredrik Olsson, född 19 januari 1996, är en svensk handbollsspelare. Han är högerhänt och spelar som vänsternia.

## Karriär
Olssons moderklubb är HK Eskil. Han gick vidare till Eskilstuna Guif 2013, och spelade både med deras farmarlag och med A-laget i Handbollsligan. 2015 skrev han på för Skånela IF i Allsvenskan. Efter fyra säsonger där skrev han kontrakt med Lugi HF. I december 2022 presenterades han av danska Skanderborg Aarhus Håndbold inför sommaren 2023, där han skrivit på ett tvåårigt kontrakt.